# Trænstaven
Trænstaven is een berg op het eiland Sanna in de gemeente Træna in de provincie Nordland, Noorwegen. Het heeft een hoogte van 338 meter boven zeeniveau. De top is het hoogste punt in de gemeente Træna en een bekend herkenningspunt in Helgeland, een regio in het zuidelijke deel van Nordland.